# Сергино (Нытвенский район)
Сергино — село в составе Нытвенского городского округа в Пермском крае.

## Географическое положение
Село расположено в западной части округа примерно в 20 километрах на северо-запад от города Нытва рядом с деревней Ерши.

## Климат
Климат характеризуется как умеренно континентальный, с морозной снежной зимой и коротким тёплым летом. Средняя многолетняя температура самого холодного месяца (января) составляет −15…−18,5 °C, температура самого тёплого (июля) 15—18,5 °C. Длительность вегетационного периода (с температурой выше +5 °C колеблется от 145 до 165 дней. Среднегодовое количество осадков — 550—600 мм.

## История
Пророко-Ильинская церковь построена была в 1912 году, закрыта после 1930 года. Село до 2020 года входило в состав Шерьинского сельского поселения Нытвенского района. После упразднения обоих муниципальных образований входит в состав Нытвенского городского округа.

## Население
Постоянное население составляло 296 человек в 2002 году (94 % русские), 339 человек в 2010 году.